# Sobre un vidrio mojado
«Sobre un vidrio mojado» es una canción compuesta por el uruguayo Roberto Fernando Alonso y el argentino Mario Pierpaoli, publicada en 1969 por el grupo uruguayo Kano y los Bulldogs, siendo un gran éxito en el Río de la Plata y Latinoamérica. Luego los españoles Los Secretos la popularizaron en su país en la década de 1980 y la incluyeron en varios de sus álbumes. En la década de 1990 es grabada por el argentino Sergio Denis para su álbum "Natural" (1994), por La Tabaré para su Video-Home "Sabotaje" (1993) y por el grupo uruguayo Trotsky Vengarán para su disco "Yo no fui" (1998).

## Historia

### Kano y los Bulldogs
Kano y los Bulldogs fue un grupo de rock uruguayo radicado en Buenos Aires desde 1966 hasta 1970, la canción Sobre un vidrio mojado la publicó por primera vez el sello RCA Argentina en 1969 en un disco con el mismo título, alcanzando un rotundo éxito en el Río de la Plata y el resto de Hispanoamérica. Ese tema del autor Roberto "Kano" Alonso es aún recordado hasta hoy en el cono sur.

### Los Secretos
Después en España vendrán las versiones primero de Tos y más tarde de sus sucesores Los Secretos, que es la que alcanzó el mayor reconocimiento y popularidad en el mercado español. La canción se publica, de este modo, en el EP Los Secretos, de 1980, y un año más tarde, la banda la incluye en su primer LP, que lleva igualmente por título Los Secretos. Desde entonces, el tema se ha incluido en todas las recopilaciones publicadas del grupo y forma parte de su repertorio habitual en los conciertos en directo. Esta versión sería reinterpretada por Alejo Stivel en el concierto homenaje a Enrique Urquijo con motivo del vigésimo aniversario de su fallecimiento, en noviembre de 2019.

### Sergio Denis
En 1994, el tema fue grabado por el argentino Sergio Denis en el álbum "Natural".

### La Tabaré Riverock Banda
La banda La Tabaré de la escena del Rock uruguayo en 1993, saca a la venta el Video-Home "Sabotaje", en VHS por el sello Ayuí/Tacuabé. En el mismo, entre versiones de Días de Blues, Luis Alberto Spinetta , Gastón Ciarlo y otras propias, se incluye "Sobre un vidrio mojado", en homenaje a Kano y los Bulldogs 

### Trotsky Vengarán
El grupo Trotsky Vengarán de la escena del Rock uruguayo lanza al mercado "Sobre un vidrio mojado" en el compacto "Yo no fui" del sello Universal Music. Grabado y publicado en 1998.

## Listado de LP en los que se incluye

### Kano y los Bulldogs
- Kano y los Bulldogs (1969)
- Los preferidos a la luna (1970) (RCA AVLP-3862)
- Carita con Carita (1972 Sello SONDOR)

### Los Secretos
- Los Secretos, EP (1980)
- Los Secretos (1981)
- Lo mejor (1985)
- Directo (1988)
- La historia de Los Secretos (1996)
- Grandes éxitos (1996)

### Sergio Denis
- Natural (1994)

### La Tabaré Banda
- Sabotaje (1993)

### Trotsky Vengarán
- Yo no fui (1998)